# 도선비기
《도선비기》(道詵秘記)는 통일신라 후기의 승려 도선(道詵, 827~898)이 지었다고 전하는 풍수서로 현재 원본은 전해지지 않고 《고려사》에 언급된 것이 있을 뿐이다. 풍수지리설(風水地理說)과 음양도참설(陰陽圖議說)을 기초로 하여 쓰여진 『도선비기(道詵祕記)』는 고려의 정치ㆍ사회에 많은 영향을 주었다.

## 도선과 전해지는 비기
한국 풍수의 시조라고 여겨지는 도선(道詵)대사의 전기를 기록하고 있는 고려국사도선전에는 땅의 기(氣)가 약한 곳을 보완하는 비보설을 다음과 같이 설명하고 있다.
“사람이 만약 병이 들면 곧 혈맥을 찾아 침을 놓거나 뜸을 뜨면 병이 낫는다. 산천의 병도 역시 그러하다. 이제 내가 지적한 곳에 절을 세우고 불상을 세우고 부도를 세우는 일은 사람이 침을 놓고 뜸뜨는 일과 같다. 이를 비보(裨補)라고 한다.”

흠이 있는 땅을 보살피고 치료하며 보완하는 방법 중의 하나가 바로 그 흠결이 있는 곳에 사찰을 세워 비보하는 방법이다. 이를 비보사찰이라 하고 이 방법을 의지법(醫地法)이라고도 한다. 도선은 국토 전체를 살펴 그 병세를 고치는 방법을 불도에 의존하였으나 그 근본은 풍수였다.
뭇 산들이 서로 경쟁하듯이 험하고, 여러 하천들이 다투는 듯 콸콸거리며 흐르며, 마치 용과 호랑이가 서로 싸우는 것과 같은 형세도 있고, 혹은 날짐승이 날아가고 길짐승이 달아나는 형세도 있으며, 혹은 산의 맥이 멀리 지나가버려 제어하기 어려운 것도 있는 반면에 짤막짤막 끊어져서 이르지 못하는 것들도 있으나 이와 같은 형상을 구체적으로 말하기가 어려운 지경이라, 동쪽의 고을에 이로울 것 같으면 서쪽에 있는 마을에는 해가 되고, 남쪽에 있는 고을에 길할 것 같으면, 북쪽에 있는 마을에는 흉하다. 우뚝 솟은 산을 바꾸기란 불가능한 일이고, 아무렇게나 흐르는 물은 막기가 어려우니 이를 비유컨대 질병이 많은 사람과 같다고 할 수 있다.

이것은 《백운산 내원사 사적》에 비보를 해야 하는 동기를 전해주는 내용이다. 도선에 관한 기록으로서 가장 신빙성이 높은 것은 고려 의종 4년(1150)에 최유청이 왕명에 따라 찬술한 「백계산옥룡사증시선각국사비명」이다.
이책에 의하면 도선은 신라 흥덕왕 2년(827)에 영암에서 출생하여 효공왕 2년(898)에 72세로 입적하였는데 그는 15세 때에 화엄사에 가서 중이 되어 화엄학을 공부하다가 20세되던 해에 선종으로 개종하여 곡성 동리산파의 개조인 혜철의 문하에서 선을 수업한 후 23세 때부터 운봉산 · 태백산 등 각처를 유람하며 수행하다가 37세 때에 옥룡사에 주석하여 입적할 때까지 제자 양성에 주력하였다 한다.
인간의 길흉화복이나 국가의 미래에 관하여 도참사상 및 음양오행설에 의해 행하는 예언적 기록으로 공공연하게 발표될 수 없는 비밀스런 기록이라는 뜻에서 ‘비기’라고 하였다. 대체로 천문•역산(曆算)•음양•점후(占候) 등에 관한 내용이 중심으로 되어 있다. 유형별로는 조상이 자손의 장래를 염려하여 남겨놓은 것과 국가의 장래에 관한 것, 그리고 개인의 운명과 관계되는 것 등이 있었다.
한국에서는 《도선비기》(道詵秘記)를 비롯하여 음양도참사상의 유입과 동시에 수많은 비기가 만들어졌는데, 다음과 같은 것이 있다. 《옥룡자기》(玉龍子記)•《삼한산림비기》(三韓山林秘記)•《무학비기》(無學秘記)•《징비록》(徵秘錄)•《운기귀책》(運奇龜策)•《동세기》(東世記)•《오백론사비기》(五百論史秘記)•《정북창비기》(鄭北窓秘記)•《정감록》(鄭鑑錄) 등이다.
비슷한 말로 비결(秘訣)이 있는데 전해오는 얘기로 도선 대사는 그의 어머니가 개천에서 떠내려 오는 오이를 건져 먹고 태어났다고 한다. 도선답산가(道詵踏山歌)는 칠언이구(七言二句)씩 모두 삼십팔련(三十八聯)으로 구성되어 있다는데 전해지는 내용은 다음과 같다.
주작사(朱雀砂·혈처의 앞산)는 북소리 은은히 일어나듯 그 산등성이 원만하고 현무사(玄武砂·혈처의 뒷산으로 주산을 말함)는 두 물길이 모이는 사이에 우뚝 솟았네(頭圓朱雀如鼓起 玄武垂頭兩水間). 그 안에 명당은 가히 만마(萬馬)를 싸안을 만하고 좋은 산곡(山谷)은 평탄함과 첨예함이 조화를 이루어 바르고 온순하구나(明堂可得容萬馬 吉谷正欲平且尖). 청룡사(靑龍砂)는 뱀이 꿈틀거리며 고개를 치켜든 듯하고 백호사(白虎砂)는 조급하지 않아 사나운 줄 모르겠구나(靑龍蛇蛇頭高起 白虎徐行不欲殘). - 《도선답산가(道詵踏山歌)중 일부》

고려가 건국된 후 현종은 대선사를, 숙종은 왕사를, 인종은 선각국사를 추종하여 도선을 원효나 의상의 반열에 올려놓았다.

## 도선의 주요 저서
- 《도선비기(道詵秘記)》
- 《옥룡기(玉龍記)》
- 《송악명당기(松嶽明堂記)》
- 《삼각산명당기(三角山明堂記)》
- 《도선마상답산가(道詵馬上踏山歌)》
- 《도선답산가(道詵踏山歌)》

## 같이 보기
- 도선
- 도선답산가
- 도참사상
- 풍수지리
- 명당보국

## 참고 자료
- 《도선답산가(道詵踏山歌)》
- 「역사스페셜」, 『도선비기(道詵秘記)』는 실재했나, KBS 역사스페셜 저, 효형출판(2000년, 213~217p)